# Ectropoceros optabilis
Ectropoceros optabilis är en fjärilsart som beskrevs av Edward Meyrick 1916. Ectropoceros optabilis ingår i släktet Ectropoceros och familjen äkta malar. Inga underarter finns listade i Catalogue of Life.